# Carceres
Les carceres (pluriel du latin carcer, cachot, cellule) sont des loges où sont enfermés les animaux destinés à être relâchés dans l'amphithéâtre ou l'hippodrome. Elles servent de stalles de départ des chevaux et des chars dans un cirque romain.

Divers types de carceres
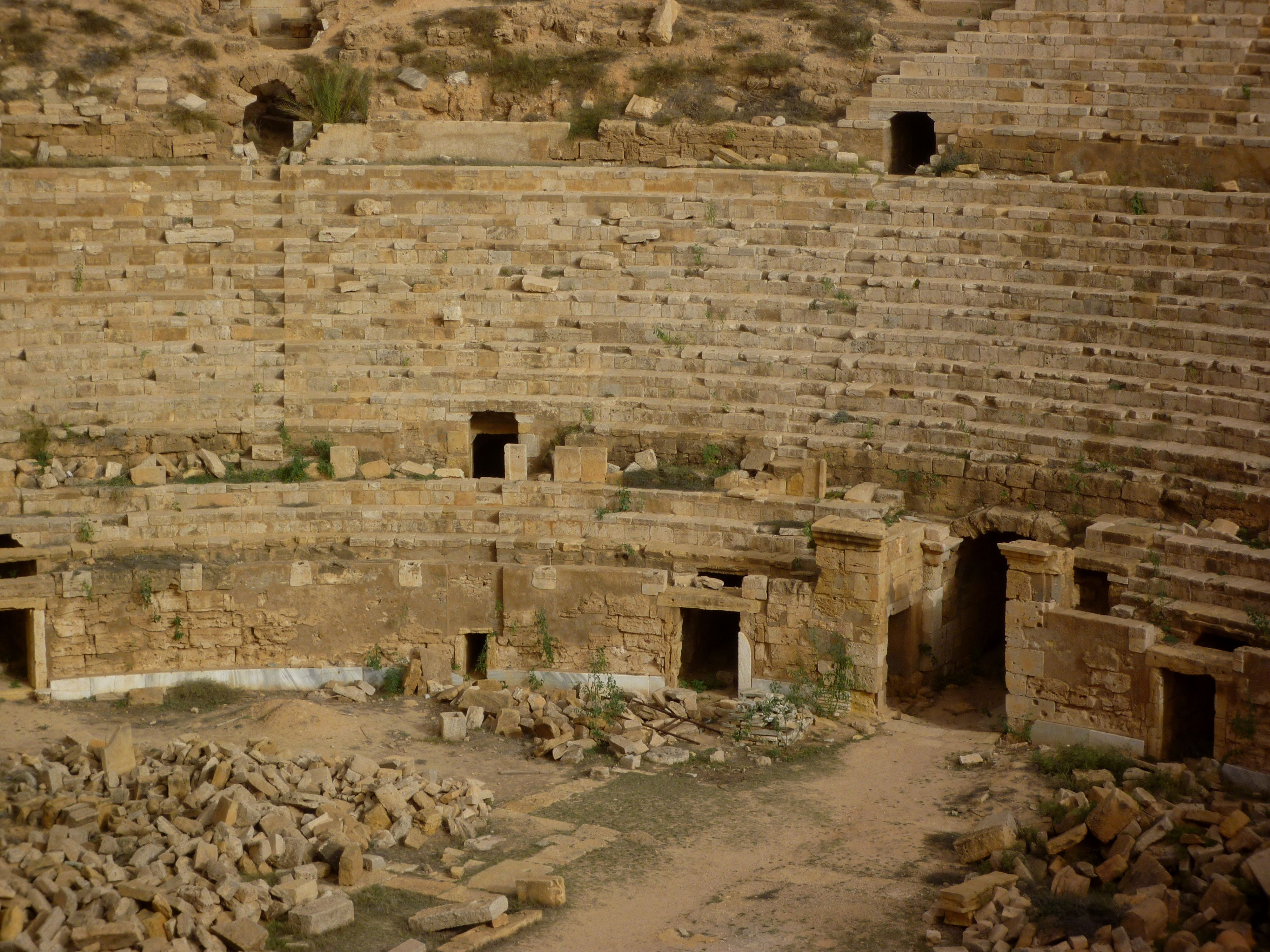
Amphithéâtre de Leptis Magna, ouverture des carceres, de part et d'autre de l'entrée principale sur l'arène.
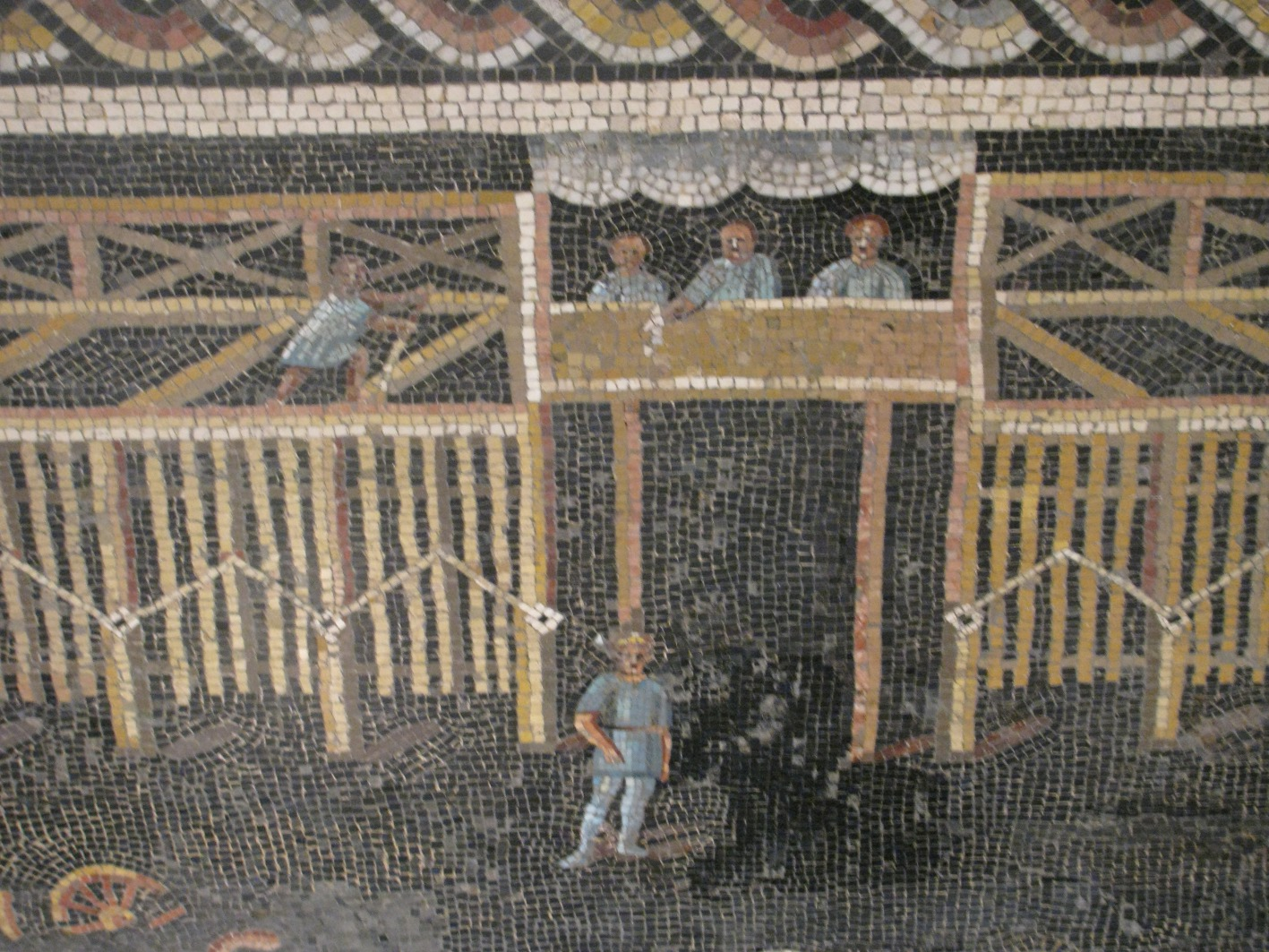
Carceres pour les chars de courses, dont l'ouverture est faite par un levier. Au-dessus, la loge officielle. Mosaïque des Jeux du cirque, musée Lugdunum.
Plan du cirque de Maxence, près de Rome, en  H : les carceres inscrites dans le bâtiment d'écuries nommé oppidum.

## Littérature
- John H. Humphrey: RomanArenas for Chariot Racing. University of California Press, Berkeley 1986,  (ISBN 0-520-04921-7). S. 132-174